# L'Agence immobilière
Pour plus de détails, voir Fiche technique et Distribution.
L'Agence immobilière est un film français de court métrage réalisé en 1931 par André Chotin.

## Fiche technique
- Réalisation : André Chotin
- Tournage : aux studios de Joinville-le-Pont
- Production : Paramount
- Pays :  France
- Format :  Noir et blanc - 1,37:1 - 35 mm - son mono
- Genre : Comédie Court métrage

## Fiche artistique
- Georges Cahuzac
- Charles Camus
- Jeannette Flo
- Rivers Cadet
- Frédéric Mariotti